# Grasshopper Club Zürich 2007-2008
Questa voce raccoglie le informazioni riguardanti il Grasshopper Club Zürich nelle competizioni ufficiali della stagione 2007-2008.

## Stagione
Nella stagione 2007-2008 il Grasshoppers, allenato da Hanspeter Latour, concluse il campionato di Super League al 4º posto. In Coppa Svizzera il Grasshoppers fu eliminato agli ottavi di finale dal Basilea.

## Rosa
| N. |                      | Ruolo | Calciatore        |
| -- | -------------------- | ----- | ----------------- |
| 1  | Svizzera (bandiera)  | P     | Eldin Jakupović   |
| 3  | Svizzera (bandiera)  | C     | Bruce Lalombongo  |
| 4  | Spagna (bandiera)    | D     | Guillermo Vallori |
| 5  | Svizzera (bandiera)  | D     | Josip Colina      |
| 6  | Svizzera (bandiera)  | D     | Boris Smiljanić   |
| 7  | Senegal (bandiera)   | A     | Demba Touré       |
| 8  | Svizzera (bandiera)  | C     | Michel Renggli    |
| 9  | Argentina (bandiera) | A     | Gonzalo Zárate    |
| 11 | Tunisia (bandiera)   | D     | Yassine Mikari    |
| 15 | Svizzera (bandiera)  | C     | Ricardo Cabanas   |
| 16 | Perù (bandiera)      | C     | Rinaldo Cruzado   |
| 18 | Svizzera (bandiera)  | P     | Manuel Huber      |
| 19 | Brasile (bandiera)   | A     | Machado           |
| 20 | Svizzera (bandiera)  | A     | Luka Lapenda      |

| N. |                       | Ruolo | Calciatore                |
| -- | --------------------- | ----- | ------------------------- |
| 21 | Svizzera (bandiera)   | C     | Gianluca Frontino         |
| 22 | Francia (bandiera)    | A     | Franck Madou              |
| 24 | Svizzera (bandiera)   | D     | Fabio Daprelà             |
| 25 | Paraguay (bandiera)   | A     | Raúl Bobadilla            |
| 26 | Svizzera (bandiera)   | P     | Dragan Đukic              |
| 27 | Svizzera (bandiera)   | D     | Kay Voser                 |
| 28 | Svizzera (bandiera)   | A     | Fabio Klingler            |
| 29 | Venezuela (bandiera)  | D     | Rolf Feltscher            |
| 30 | Brasile (bandiera)    | C     | Antônio Carlos dos Santos |
| 31 | Svizzera (bandiera)   | A     | David Blumer              |
| 32 | Svizzera (bandiera)   | D     | Scott Sutter              |
| 34 | Venezuela (bandiera)  | C     | Frank Feltscher           |
| 35 | Serbia (bandiera)     | C     | Vero Salatic              |
|    | Thailandia (bandiera) | D     | Suree Sukha               |

## Organigramma societario
Area tecnica
- Allenatore: Hanspeter Latour
- Allenatore in seconda: Thomas Binggeli, Mats Gren, Walter Grüter
- Preparatore dei portieri:
- Preparatori atletici:

## Calciomercato

### Sessione estiva
| Acquisti | Acquisti          | Acquisti          | Acquisti |
| R.       | Nome              | da                | Modalità |
| -------- | ----------------- | ----------------- | -------- |
| C        | Bruce Lalombongo  | Losanna           |          |
| A        | Gonzalo Zárate    | Kriens            |          |
| P        | Eldin Jakupović   | Lokomotiv Mosca   |          |
| A        | Raúl Bobadilla    | Concordia Basilea |          |
| C        | Ricardo Cabanas   | Colonia           |          |
| D        | Josip Colina      | Concordia Basilea |          |
| A        | Luka Lapenda      | Basilea II        |          |
| D        | Boris Smiljanić   | Basilea           |          |
| A        | Demba Touré       | Dinamo Kiev       |          |
| D        | Guillermo Vallori | Peña Deportiva    |          |

| Cessioni | Cessioni             | Cessioni               | Cessioni |
| R.       | Nome                 | a                      | Modalità |
| -------- | -------------------- | ---------------------- | -------- |
| P        | Fabio Coltorti       | Racing Santander       |          |
| D        | Aarón Galindo        | Eintracht Francoforte  |          |
| A        | Ailton               | Duisburg               |          |
| A        | Mbala Mbuta Biscotte | Yverdon                |          |
| D        | Luca Denicolá        | Lugano                 |          |
| D        | Kim Jaggy            | Sparta Rotterdam       |          |
| D        | Matthias Langkamp    | Arminia Bielefeld      |          |
| A        | Sreto Ristić         | Eintracht Braunschweig |          |
| D        | Roland Schwegler     | Lucerna                |          |
| D        | Weligton             | Malaga                 |          |
| C        | Wesley               | Alavés                 |          |

### Sessione invernale
| Acquisti | Acquisti     | Acquisti            | Acquisti |
| R.       | Nome         | da                  | Modalità |
| -------- | ------------ | ------------------- | -------- |
| A        | Franck Madou | Young Boys          |          |
| A        | Machado      | Juventude           |          |
| D        | Suree Sukha  | Manchester City (R) |          |

| Cessioni | Cessioni       | Cessioni       | Cessioni |
| R.       | Nome           | a              | Modalità |
| -------- | -------------- | -------------- | -------- |
| C        | Dusan Pavlovic | Erzgebirge Aue |          |
| C        | Raúl Cabanas   | Winterthur     |          |
| C        | Roberto Pinto  | Sandhausen     |          |

## Risultati

### Super League

#### Prima fase, girone di andata
| Arbitro: | Busacca |

|                               |           |  |
| Renggli 11’ Santos 90’ (rig.) | Marcatori |  |

| Arbitro: | Kever |

|                                   |           |                         |
| Yakın 31’ Calvano 34’ Häberli 90’ | Marcatori | 60’ Cabanas 72’ Salatic |

| Arbitro: | Wermelinger |

|  |           |             |
|  | Marcatori | 49’ Saborío |

| Arbitro: | Bertolini |

|                            |           |                           |
| Sermeter 62’ Carlinhos 90’ | Marcatori | 23’ Renggli 30’ Bobadilla |

| Arbitro: | Grossen |

|                                            |           |                             |
| Lustrinelli 68’ Cantaluppi 88’ (rig.), 90’ | Marcatori | 7’ Bobadilla 29’, 62’ Touré |

| Arbitro: | Laperrière |

|                             |           |  |
| Touré 25’ Santos 63’ (rig.) | Marcatori |  |

| Arbitro: | Circhetta |

|              |           |  |
| Ferreira 25’ | Marcatori |  |

| Arbitro: | Studer |

|               |           |                     |
| Bobadilla 90’ | Marcatori | 5’ Everson 52’ Coly |

| Arbitro: | Rogalla |

|                                           |           |  |
| Chikhaoui 1’ Tihinen 42’ Raffael 76’, 79’ | Marcatori |  |

#### Prima fase, girone di ritorno
| Arbitro: | Wermelinger |

|                                                    |           |                               |
| Aguirre 20’ Longo 26’ Marazzi 54’ Gjasula 60’, 84’ | Marcatori | 14’, 38’ Santos 67’ Smiljanić |

| Arbitro: | Laperrière |

|                                     |           |                                  |
| Zárate 2’ Vallori 63’ Jakupović 90’ | Marcatori | 30’ Häberli 47’ Varela 50’ Yakın |

| Arbitro: | Busacca |

|  |           |               |
|  | Marcatori | 26’ Bobadilla |

| Arbitro: | Hänni |

|                   |           |          |
| Santos 49’ (rig.) | Marcatori | 71’ Ianu |

| Arbitro: | Studer |

|              |           |          |
| Bobadilla 8’ | Marcatori | 59’ Adão |

| Arbitro: | Wildhaber |

|                             |           |  |
| Majstorović 24’ Caicedo 90’ | Marcatori |  |

| Arbitro: | Kever |

|                          |           |              |
| Bobadilla 11’ Santos 71’ | Marcatori | 61’ Iashvili |

| Arbitro: | Bertolini |

|                                |           |             |
| Coly 16’, 22’ Nuzzolo 49’, 62’ | Marcatori | 11’ Renggli |

| Arbitro: | Wildhaber |

|                            |           |             |
| Bobadilla 7’ Feltscher 55’ | Marcatori | 11’ Raffael |

#### Seconda fase, girone di andata
| Arbitro: | Circhetta |

|  |           |                              |
|  | Marcatori | 19’ Zárate 44’ (rig.) Santos |

| Arbitro: | Zimmermann |

|                        |           |                                      |
| Bobadilla 7’, 15’, 43’ | Marcatori | 55’, 90’ Raimondi 76’ (rig.) Häberli |

| Arbitro: | Grossen |

|             |           |                             |
| Rogério 71’ | Marcatori | 5’ (aut.) Benito 31’ Zárate |

| Arbitro: | Studer |

|                        |           |  |
| Cruzado 18’ Santos 72’ | Marcatori |  |

| Arbitro: | Wermelinger |

|              |           |  |
| Alphonse 49’ | Marcatori |  |

| Arbitro: | Kever |

|                                           |           |  |
| Santos 35’ Vallori 39’, 71’ Bobadilla 86’ | Marcatori |  |

| Arbitro: | Petignat |

|                          |           |  |
| Bobadilla 38’ Santos 90’ | Marcatori |  |

| Arbitro: | Hänni |

|                       |           |             |
| Ergić 32’ Eduardo 36’ | Marcatori | 67’ Cabanas |

| Arbitro: | Rogalla |

|                        |           |                            |
| Cabanas 2’ Machado 50’ | Marcatori | 20’ Ural 37’, 48’ Zé Vítor |

#### Seconda fase, girone di ritorno
| Arbitro: | Circhetta |

|  |           |                          |
|  | Marcatori | 6’ Bobadilla 44’ Salatic |

| Arbitro: | Kever |

|               |           |              |
| Bobadilla 90’ | Marcatori | 70’ Derdiyok |

| Lucerna 13 aprile 2008, ore 16:00 CEST 30ª giornata | Lucerna   | 0 – 0 referto | Grasshoppers | Stadion Allmend (10 767 spett.)\| Arbitro: \| Wildhaber \| |
| Arbitro:                                            | Wildhaber |               |              |                                                            |

| Arbitro: | Laperrière |

|  |           |                         |
|  | Marcatori | 70’ Bobadilla 89’ Madou |

| Arbitro: | Petignat |

|               |           |                  |
| Bobadilla 45’ | Marcatori | 74’ Schönbächler |

| Arbitro: | Wermelinger |

|             |           |                                                |
| Merenda 73’ | Marcatori | 49’ Feltscher 80’ Cabanas 88’ (rig.) Bobadilla |

| Arbitro: | Circhetta |

|                         |           |  |
| Salatic 52’ Renggli 78’ | Marcatori |  |

| Arbitro: | Wildhaber |

|                                     |           |  |
| Yakın 40’ (rig.) Häberli 77’ (rig.) | Marcatori |  |

| Arbitro: | Laperrière |

|                           |           |  |
| Bobadilla 50’ Cruzado 60’ | Marcatori |  |

### Coppa Svizzera
| 15 settembre 2007, ore 16:00 CEST Primo turno | Seefeld | 0 – 4 | Grasshoppers |  |

| 20 ottobre 2007, ore 17:30 CEST Secondo turno | Winterthur | 2 – 3 | Grasshoppers |  |

| 25 novembre 2007, ore 14:30 CET Ottavi di finale | Grasshoppers | 0 – 1 | Basilea |  |

## Statistiche

### Statistiche di squadra
| Competizione   | Punti | In casa | In casa | In casa | In casa | In casa | In casa | In trasferta | In trasferta | In trasferta | In trasferta | In trasferta | In trasferta | Totale | Totale | Totale | Totale | Totale | Totale | DR  |
| Competizione   | Punti | G       | V       | N       | P       | Gf      | Gs      | G            | V            | N            | P            | Gf           | Gs           | G      | V      | N      | P      | Gf     | Gs     | DR  |
| -------------- | ----- | ------- | ------- | ------- | ------- | ------- | ------- | ------------ | ------------ | ------------ | ------------ | ------------ | ------------ | ------ | ------ | ------ | ------ | ------ | ------ | --- |
| Super League   | 54    | 18      | 9       | 6       | 3       | 33      | 18      | 18           | 6            | 3            | 9            | 24           | 31           | 36     | 15     | 9      | 12     | 57     | 49     | +8  |
| Coppa Svizzera | -     | 1       | 0       | 0       | 1       | 0       | 1       | 2            | 2            | 0            | 0            | 7            | 2            | 3      | 2      | 0      | 1      | 7      | 3      | +4  |
| Totale         | 54    | 19      | 9       | 6       | 4       | 33      | 19      | 20           | 8            | 3            | 9            | 31           | 33           | 39     | 17     | 9      | 13     | 64     | 52     | +12 |

### Andamento in campionato
| Giornata  | 1 | 2 | 3 | 4 | 5 | 6 | 7 | 8 | 9 | 10 | 11 | 12 | 13 | 14 | 15 | 16 | 17 | 18 | 19 | 20 | 21 | 22 | 23 | 24 | 25 | 26 | 27 | 28 | 29 | 30 | 31 | 32 | 33 | 34 | 35 | 36 |
| --------- | - | - | - | - | - | - | - | - | - | -- | -- | -- | -- | -- | -- | -- | -- | -- | -- | -- | -- | -- | -- | -- | -- | -- | -- | -- | -- | -- | -- | -- | -- | -- | -- | -- |
| Luogo     | C | T | C | T | T | C | T | C | T | T  | C  | T  | C  | C  | T  | C  | T  | C  | T  | C  | T  | C  | T  | C  | C  | T  | C  | T  | C  | T  | T  | C  | T  | C  | T  | C  |
| Risultato | V | P | P | N | N | V | P | P | P | P  | N  | V  | N  | N  | P  | V  | P  | V  | V  | N  | V  | V  | P  | V  | V  | P  | P  | V  | N  | N  | V  | N  | V  | V  | P  | V  |
| Posizione | 1 | 5 | 6 | 6 | 8 | 5 | 6 | 6 | 8 | 9  | 9  | 8  | 8  | 8  | 8  | 6  | 7  | 7  | 5  | 5  | 5  | 4  | 4  | 4  | 4  | 4  | 5  | 4  | 5  | 5  | 4  | 4  | 4  | 4  | 4  | 4  |

Legenda:

Luogo: C = Casa; T = Trasferta. Risultato: V = Vittoria; N = Pareggio; P = Sconfitta.

### Statistiche dei giocatori
| D. Blumer     | 7  | 0  | 0 | 0 |
| R. Bobadilla  | 33 | 18 | 7 | 1 |
| R. Cabanas    | 2  | 0  | 0 | 0 |
| R. Cabanas    | 23 | 4  | 3 | 0 |
| J. Colina     | 19 | 0  | 6 | 0 |
| F. Coltorti   | 7  | 0  | 2 | 0 |
| R. Cruzado    | 26 | 2  | 4 | 1 |
| F. Daprelà    | 11 | 0  | 3 | 0 |
| F. Feltscher  | 17 | 2  | 3 | 0 |
| R. Feltscher  | 21 | 0  | 5 | 0 |
| G. Frontino   | 1  | 0  | 0 | 0 |
| M. Huber      | 0  | 0  | 0 | 0 |
| E. Jakupović  | 23 | 1  | 3 | 1 |
| F. Klingler   | 2  | 0  | 0 | 0 |
| B. Lalombongo | 1  | 0  | 0 | 0 |
| L. Lapenda    | 1  | 0  | 0 | 0 |
| D. León       | 5  | 0  | 0 | 0 |
| M. Machado    | 12 | 1  | 2 | 0 |
| F. Madou      | 5  | 1  | 0 | 0 |
| Y. Mikari     | 28 | 0  | 4 | 2 |
| M. Renggli    | 32 | 4  | 4 | 0 |
| V. Salatic    | 33 | 3  | 9 | 0 |
| A. Santos     | 25 | 10 | 5 | 0 |
| B. Smiljanić  | 35 | 1  | 6 | 0 |
| S. Sukha      | 0  | 0  | 0 | 0 |
| S. Sutter     | 0  | 0  | 0 | 0 |
| D. Touré      | 13 | 3  | 0 | 0 |
| G. Vallori    | 34 | 3  | 9 | 0 |
| K. Voser      | 23 | 0  | 1 | 0 |
| G. Zárate     | 24 | 3  | 0 | 0 |
| D. Đukic      | 7  | 0  | 0 | 0 |